# Benintendi Ravegnani
Benintendi Ravegnani, indicato anche come Benintendi Ravagnani, Ravignani o de' Ravegnani (Chioggia, 1318 circa – Venezia, 1365), è stato un notaio e umanista italiano, Cancellier Grande della Repubblica di Venezia.
Nato a Chioggia intorno al 1318, nel 1346, con Andrea Dandolo doge, stese l'atto di sottomissione che pose fine, con la sconfitta di Luigi I d'Ungheria, alla ribellione, della città di Zara. Nel 1352 fu nominato Cancellier Grande, ovvero capo della burocrazia della Serenissima.
Nel 1354 Ravegnani incontrò Francesco Petrarca, quando il poeta, inviato da Giovanni Visconti, arcivescovo e signore di Milano, giunse a Venezia per patrocinare la pace con Genova. Il rapporto di amicizia con il poeta, proseguì e si intensificò l'anno successivo quando il Ravegnani incontrò nuovamente il Petrarca a Milano ove fu firmato il trattato di pace.
Nel 1362 Ravegnani si impegnò per l'accordo raggiunto tra il Petrarca e il doge Lorenzo Celsi che, in cambio del lascito ereditario della biblioteca del poeta alla città lagunare, gli concesse un'abitazione lungo la Riva degli Schiavoni.
Morì a Venezia, a circa quarantasette anni, nel 1365.